# Erik Schumann
Erik Schumann, född 15 februari 1925 i Grechwitz, Tyska riket, död 9 februari 2007 i München, Tyskland, var en tysk skådespelare.

## Filmografi, urval
- 1955 – Himmel utan stjärnor
- 1958 – Spion i högkvarteret
- 1961 – Question 7
- 1962 – Maskerad agent
- 1963 – Sista tåget från Wien
- 1981 – Lili Marleen
- 1982 – Veronika Voss längtan